# Blaindorf
Blaindorf is een plaats en voormalige gemeente in de Oostenrijkse deelstaat Stiermarken. Het is sinds 2015 een ortschaft van de gemeente Feistritztal, die deel uitmaakt van het district Hartberg-Fürstenfeld.

De gemeente Blaindorf telde in 2014 668 inwoners. In 2015 fuseerde ze bij een herindeling met Hirnsdorf, Kaibing, Sankt Johann bei Herberstein en Siegersdorf bei Herberstein, waarbij de nieuwe gemeente Feistritztal werd gevormd.

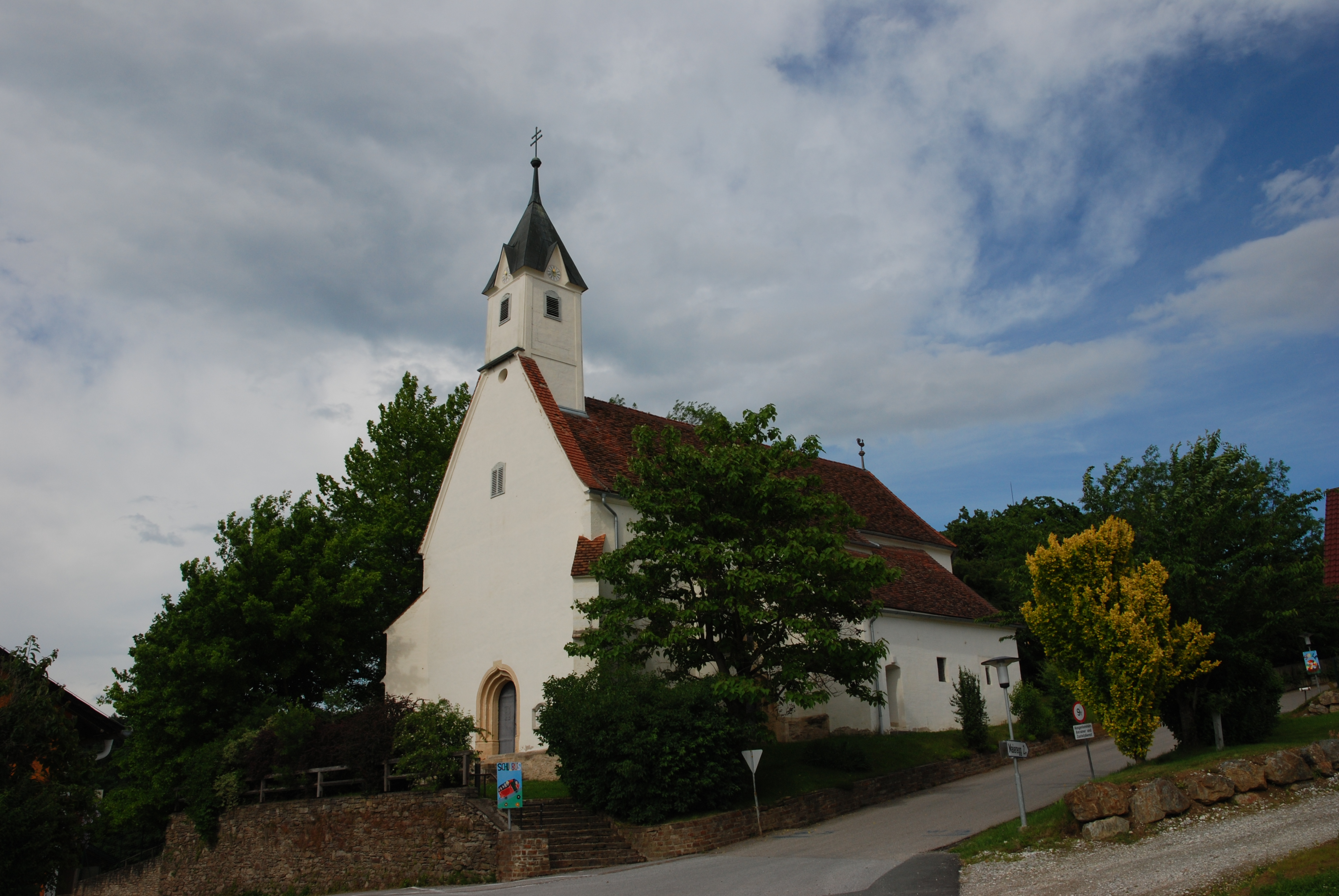
Kerk in Blaindorf

Bad Blumau · Bad Loipersdorf ·Bad Waltersdorf · Buch-St. Magdalena · Burgau · Dechantskirchen · Ebersdorf · Feistritztal · Friedberg · Fürstenfeld · Grafendorf bei Hartberg · Greinbach · Großsteinbach · Großwilfersdorf · Hartberg · Hartberg Umgebung · Hartl · Ilz · Kaindorf · Lafnitz ·  Neudau · Ottendorf an der Rittschein · Pinggau · Pöllau · Pöllauberg · Rohr bei Hartberg · Rohrbach an der Lafnitz · Sankt Jakob im Walde · Sankt Johann in der Haide · Sankt Lorenzen am Wechsel · Schäffern · Söchau · Stubenberg · Vorau · Waldbach · Wenigzell-Mönichwald
- Gemeinsame Normdatei: 7585770-4
- Virtual International Authority File: 239232909